# Salzgewinnung in Hausen

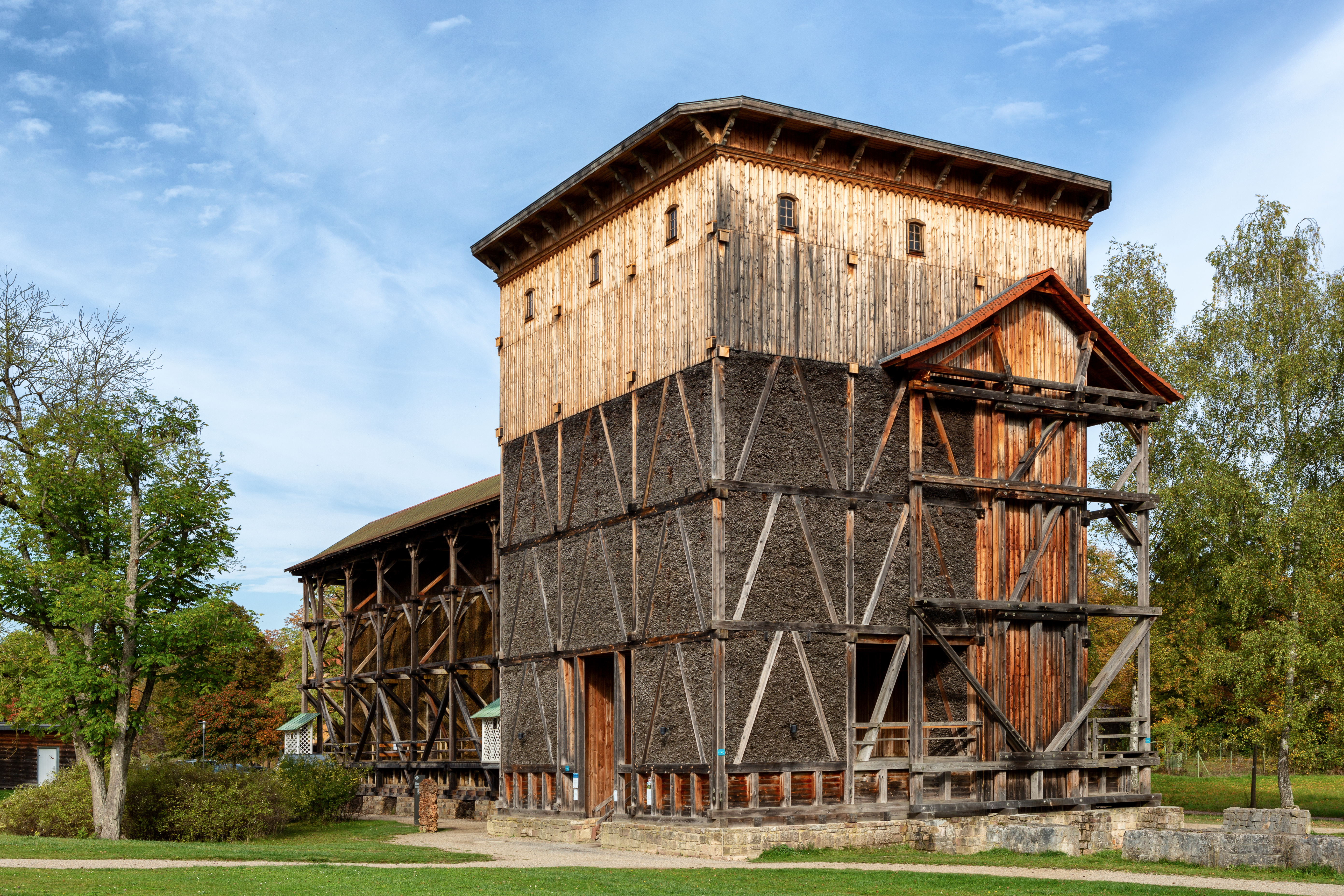
Hausener Gradierwerk

Dieser Artikel behandelt die Salzgewinnung in Hausen, einem Stadtteil des im bayerischen Unterfranken gelegenen Kurortes Bad Kissingen, der Großen Kreisstadt des Landkreises Bad Kissingen.

## Geschichte

### Anfänge

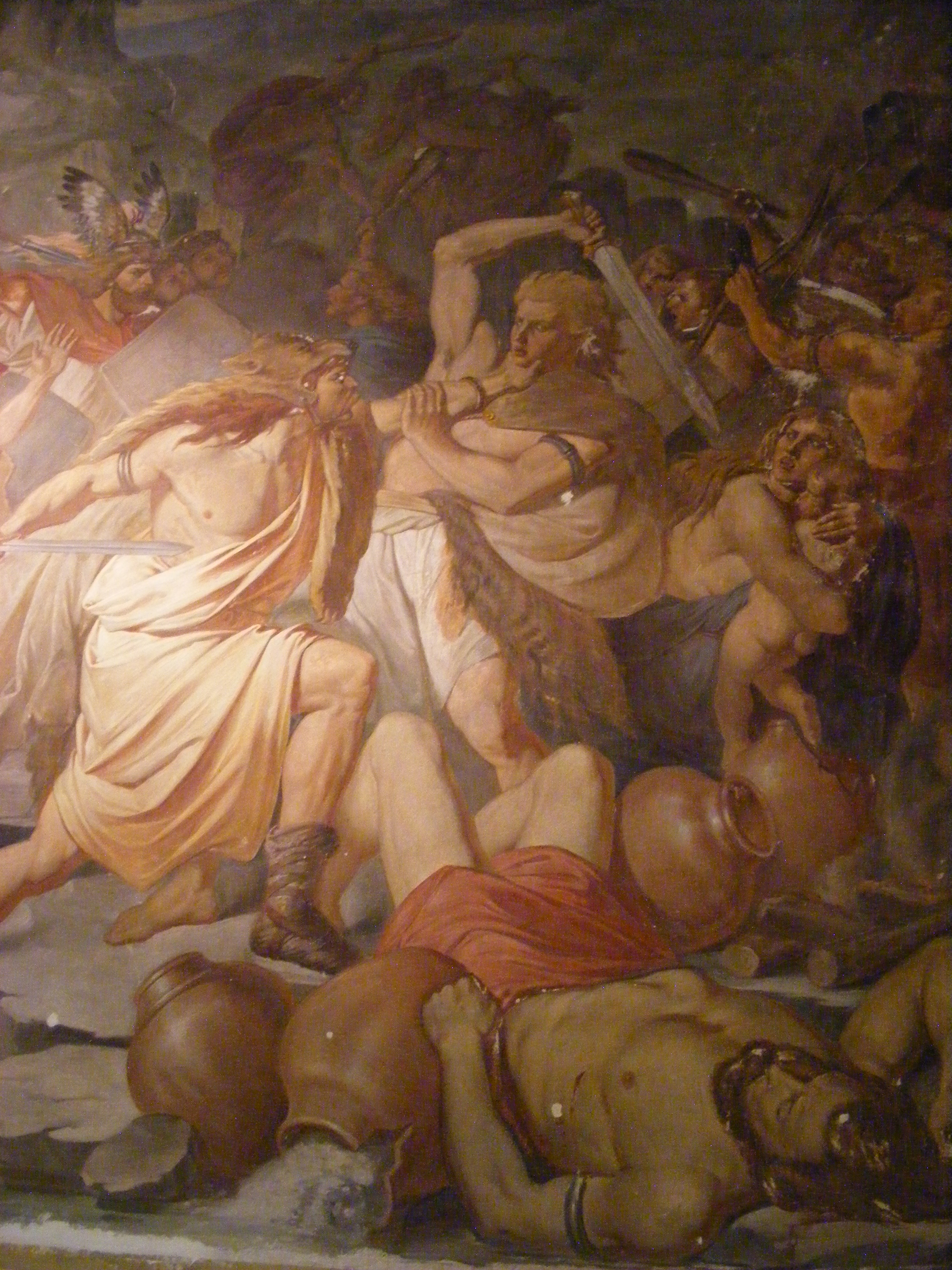
Detail aus dem Fresko „Kampf der Hermunduren und Katten um die Salzquellen bei Kissingen 58 nach Christo“ von Johann Georg Hiltensperger.

Eine Salzgewinnung an der Fränkischen Saale ist schon für die Zeit lange vor der Entstehung der Hausener Salinen verbürgt. So berichtet der römische Geschichtsschreiber Tacitus, dass im Jahr 58 n. Chr. zwei germanische Stämme um einen für die Produktion von Salz bedeutsamen Grenzfluss kämpften; allerdings ist nicht eindeutig erwiesen, ob sich dieser Bericht auf die Region von Hausen bezieht.
Für das Jahr 823 sind mehrere Schenkungen von Quellen und Salzhütten durch private Grundherren an das Kloster Fulda nachgewiesen. In diesem Zusammenhang weiß man von der Existenz zweier „salinae“ bei Kissingen. Die eine dieser Quellen befand sich in der Nähe der Rakoczy- und Pandur-Quellen, geriet im 16. Jahrhundert in Vergessenheit und wurde Bestandteil des Flusses der Saale. Die andere Quelle, als „fons ebulliens“ (lat.: „aufwallende Quelle“) bezeichnet, war, nahe dem Runden Brunnen, an der Hausener Saline gelegen (nach 823 ist diese Saline nur noch für das Jahr 1250 als Schenkung an das Kloster Hausen verbürgt und war um 1555, dem Jahr der Auflösung des Klosters, nicht mehr besonders ertragreich). Diese Quelle versiegte Anfang des 19. Jahrhunderts.

### Erster Versuch unter Fürstbischof Friedrich von Wirsberg
Im Jahr 1559 beschloss Fürstbischof Friedrich von Wirsberg die Errichtung einer Salzsiedeanlage in Hausen und nahm Kontakt mit den Handelsleuten Caspar Seeler (Augsburg) und Berthold Holzschuhmacher (Nürnberg) auf. Am 30. September 1562 wurde ein Vertrag geschlossen, der beide Geschäftsleute für die nächsten 40 Jahre als Pächter der Salzhütte vorsah, deren Bau im Jahr 1563 an der heutigen Unteren Saline in Hausen begann. Doch trotz Einsatzes der damals innovativen Strohgradierung (sie kam hier zum ersten Mal überhaupt zum Einsatz) warf die Salzhütte nicht den gewünschten Profit ab, so dass Kaspar Seiler und Berthold Holzschuhmacher im Jahr 1570 den Pachtvertrag wieder kündigten; die im Rahmen dieses Projektes geplante Wohnsiedlung für die Arbeitskräfte der Salzhütte war gar nicht erst zustande gekommen.

### Erneuter Versuch durch Fürstbischof Julius Echter von Mespelbrunn
Im Herbst 1575 strebte unter Julius Echter von Mespelbrunn, Wirsings Nachfolger als Fürstbischof, der wohlhabende Bürger Jobst Deichmann aus Münnerstadt an, Pächter der Salzhütte zu werden. Er plante, den unteren sowie den oberen Salzbrunnen bei Hausen gewinnbringend zu nutzen. Der zwischen Deichmann und dem Hochstift Würzburg geschlossene Vertrag vom 6. Dezember 1575 gestand dem Münnerstädter den unteren Salzbrunnen zu und sah eine Jahrespacht von 50 fl. vor. Durch Deichmanns Streben nach einer technischen Optimierung des Salzsiedeertrages wurde das Projekt ein Erfolg. Auch nach Deichmanns Tod am 15. März 1593 in Münnerstadt brachte das Salzsieden dem Hochstift Würzburg Wohlstand, so dass im Jahr 1606 der gestiegene Ertrag zu einer Erhöhung der Jahrespacht für die Salzhütte auf 180 fl. führte.

### Wiederbelebung unter Fürstbischof Johann Philipp von Schönborn
Durch den Dreißigjährigen Krieg kam das Salzsiedewesen in Hausen zum Erliegen. Fürstbischof Johann Philipp von Schönborn beschloss, dieses wiederzubeleben und ließ 1655 das heruntergekommene Brunnenhaus abreißen und die Quelle reinigen. Im Jahr 1725 zerstörte ein Blitz das Hüttenwerk der Saline; an seiner Stelle befindet sich heute das Gasthaus Zum Adler. Das neu errichtete Brunnenhaus bekam, wie auch der spätere Bohrturm, der im Rahmen der Wiederbelebung der Salzgewinnung in Hausen von 1764 entstand, den Namen Schönbornturm; in dieser Form hatte das Hüttenwerk bis zum Jahr 1738 Bestand. Der dazugehörige, ebenfalls nach dem Fürstbischof benannte Schönbornsprudel diente bereits während des Dreißigjährigen Krieges der Salzgewinnung.
Als im Jahr 1738 die Rákóczi- und die Pandur-Quelle neu gefasst wurden, brachte dies auch neuen Schub für die Untere Saline, was sich beispielsweise seit 1740 durch die Nutzung eines modernen Wasserrades zur Schöpfung von Salzwasser aus der Saale äußerte. Am 7. Januar 1757 wurde der fürstbischöfliche Rat Johann Michael Schambach neuer Pächter des florierenden Salinenwerkes. Als jedoch der jährliche Ertrag von 13.000 bis 14.000 Zentner nicht ausreichte, um die Nachfrage zu decken, sandte Schambach auf der Suche nach Ideen zur Verbesserung des Hausener Salinenwerkes eine Abordnung zu den Salinen in Offenau am Neckar.

### Die Salzgewinnung unter Fürstbischof Adam Friedrich von Seinsheim

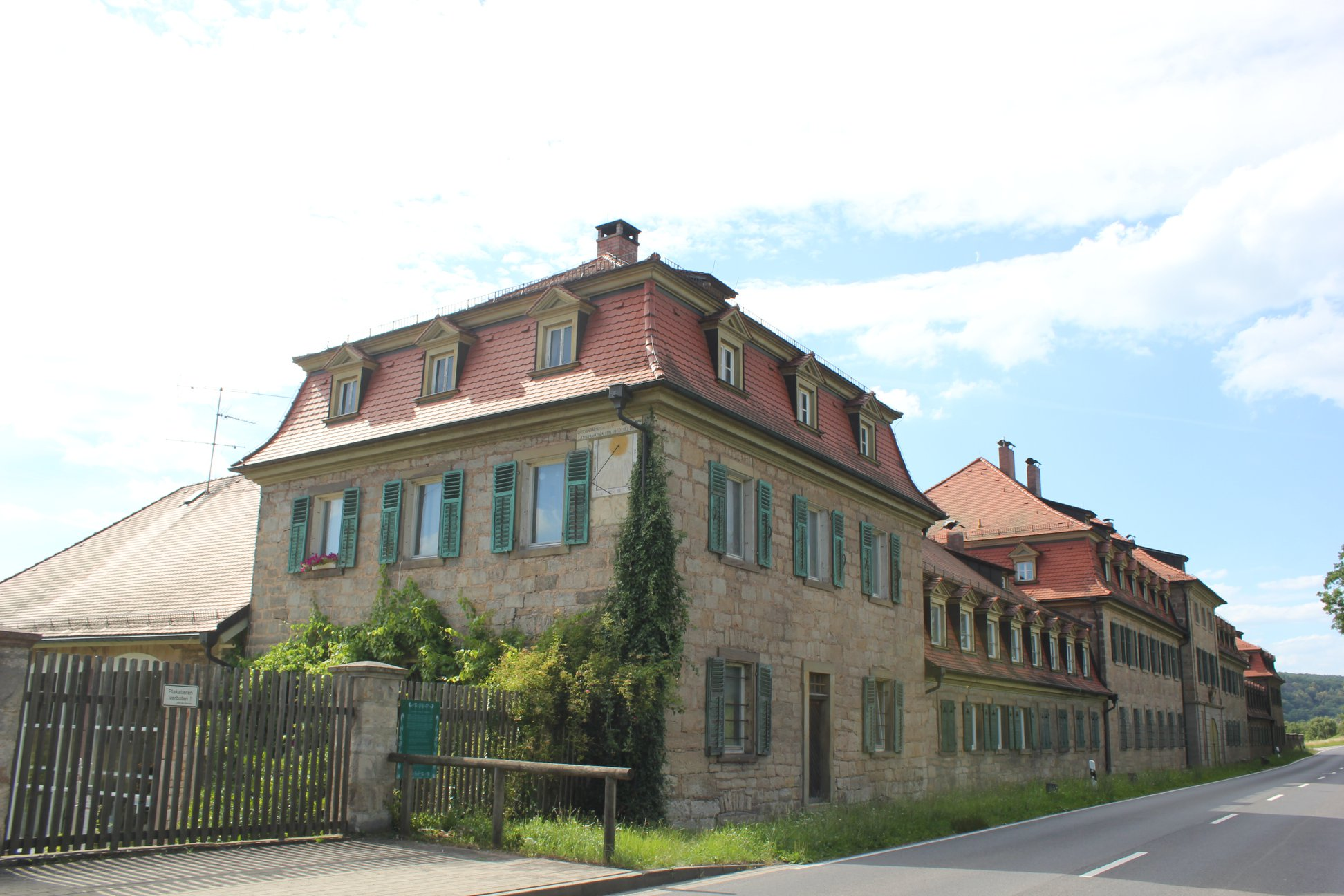
Obere Saline

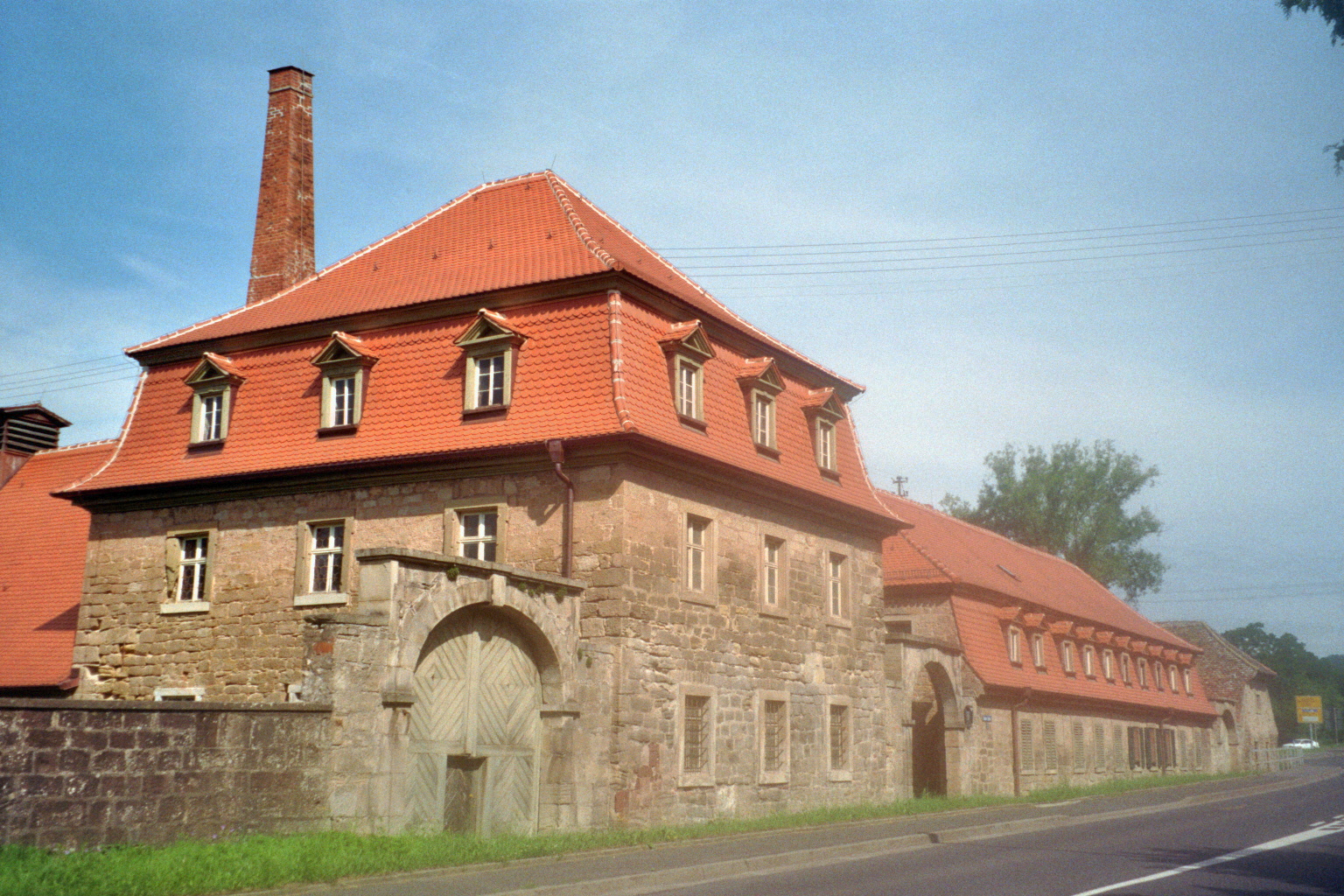
Untere Saline

Die Hausener Saline florierte erneut, als Fürstbischof Adam Friedrich von Seinsheim, aufbauend auf Plänen seines Vorgängers als Fürstbischof und Onkels Friedrich Karl von Schönborn-Buchheim, sie wieder instand setzte. Zudem beschloss Seinsheim am 18. Juni 1763 den Bau einer neuen Salinenhütte beim Kloster Hausen; Baubeginn war am 1. März 1764. Am 6. Juni 1764 begann die Niedertreibung des Schönbornsprudels der bis zum 12. Dezember 1764 mehr als 10.500 Zentner Salz pro Jahr liefern konnte. Zeitgleich entstanden unterhalb vom Kloster Hausen zwei neue Gradierwerke und es wurde ein Kanal angelegt und ausgebaut; dieser begann zwischen Kleinbrach und Großenbrach und endete auf Höhe der Oberen Saline in der Saale. Zeitgleich mit dem Kanal entstand das so genannte Gefluter, eine Eisenrinne über der Saale zwischen Kleinbrach und Großenbrach, durch die der am Wehrhaus von der Saale abzweigende Kanal floss. Im Jahr 1946 wurde das Gefluter durch Eisgang zerstört und danach verschrottet.
Die Generalsalinenkasse einer mit 40 Aktionären gegründeten Salinensozietät erbrachte bis zum 25. April 1768 180.000 fl. Der Salzbedarf des Hochstifts von bis zu 80.000 Zentnern pro Jahr konnte jedoch nicht mit dem Ertrag des Schönbornsprudels gedeckt werden. Eine Misswirtschaft der Bischöfe und zu hohe Salzpreise verschlechterten die Situation für Hausen zusätzlich, so dass im Jahr 1769 ein Handelsabkommen zustande kam, das es dem Kurfürstentum Bayern ermöglichte, Salz zu importieren und von Würzburg Wein zu beziehen. Doch die Maßnahme erwies sich als Fehlschlag, so dass man mit einem Ertrag von 16.000 Gulden pro Jahr wieder zum Mittel der Verpachtung zurückkehrte.
Ab dem Jahr 1767 entstanden an der Oberen Saline (die zu Ehren von Fürstbischof Seinsheim auch Friedrichshall genannt wurde) massive Steinwohnungen. Zu den neuen Bauwerken gehörte auch die am 15. September 1767 eingeweihte Hauskapelle von Fürstbischof Adam Friedrich von Seinsheim, die spätere Bismarck-Wohnung. In dieser Zeit bekam die Oberen Saline eine eigene Trinkwasserversorgung, eine eigene Schule sowie einen eigenen Priester. Auf Anordnung des Fürstbischofs entstand von 1770 bis 1772 eine Erweiterung an den Mittelbau der Oberen Saline in Form eines Pavillons.
Eine Konferenz an der Oberen Saline am 17. August 1776 leitete für die nächsten zwei Jahre Maßnahmen ein, um der Konkurrenz durch »schlechteres Salz«, die dem Salz aus Hausen Absatzschwierigkeiten bereitete, zu begegnen. Als im Jahr 1777 die verfügbaren Quellen die Gradierwerke nicht mehr mit genügend Salz versorgen konnten, bediente man sich zusätzlich des Wasserüberflusses an der Unteren Saline. Im Jahr 1788 entstanden an der Unteren Saline weitere Wohnungen für die stetig steigende Anzahl an benötigten Arbeitskräften.

### Bayerisches Königreich

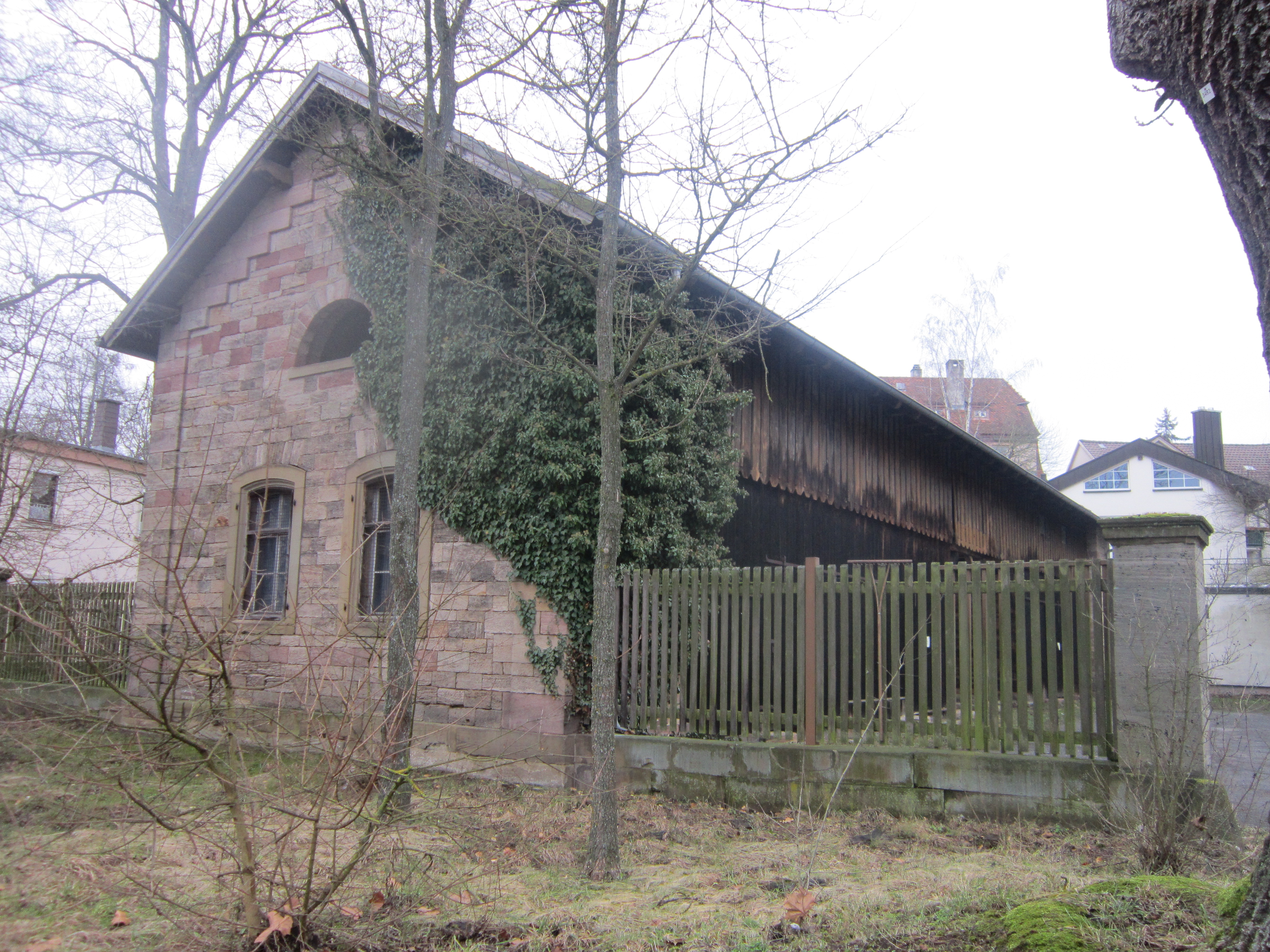
Solereservoir in der Salinenstraße 8, Bad Kissingen

Durch die Säkularisation fiel Kissingen zunächst an Bayern (1803), dann an das Großherzogtum Würzburg (1805), das zu dieser Zeit unter der Herrschaft von Großherzog Ferdinand von Toskana stand, und schließlich endgültig an das Königreich Bayern (1814). Großherzog Ferdinand verschaffte der bayerischen Regierung durch Ankauf der Pacht für das Hausener Salzwerk eine wichtige Einnahmequelle, zumal man in den Quellen neben dem bisher bekannten Steinsalz zusätzlich hochgradiges Salzwasser entdeckt hatte. Bei der daraufhin erfolgten Tieferbohrung des Runden Brunnens versiegte der Reiche Brunnen.
Auch die seit 1767 erste – von Bohrmeister Christian Wachtel durchgeführte – Bohrung des Schönbornbrunnens im Jahr 1831 erbrachte durch ihr Scheitern nicht das gewünschte Salzwasser. Bohrmeister Christian Wachtel zeichnete den Verlauf der Arbeiten in zwei Notizbüchern auf. Durch die zu dieser Zeit übliche Technik des Bohrens, die darin bestand, dass das Gestänge nicht gedreht, sondern in das Erdreich gestoßen wurde und bei jedem Stoßgang zum Entleeren des Erdreichs aus dem Auffangbehälter hochgezogen und dann wieder in das Erdreich eingeführt werden musste, lag die tägliche Bohrleistung bei lediglich acht Zentimetern. Im Jahr 1854 brach das Gestänge bei einer Tiefe von 584,22 Metern.
In den 1830er Jahren begann Hofrat Franz Anton von Balling nach einem Gutachten des Chemikers Dr. Kastner, die Sole von Hausen für Bäder einzusetzen. Zu diesem Zweck wurde das Wasser in Fässern nach Kissingen transportiert beziehungsweise in Leitungen zum Beispiel in das Solereservoir (heute: Salinenstraße 8) geleitet. Das erste Solebad entstand 1841 über dem Solesprudel der Unteren Saline. Das Solebad erfreute sich großer Beliebtheit, so dass es 1862 erweitert werden musste. In den Jahren 1868/69 entstand eine Soleleitung, die vom Schönbornsprudel bis zum Kissinger Aktienbad führte.

### Aufhebung des Salzmonopols
Die Aufhebung des Salzmonopols am 8. Mai 1867 führte zum fast vollständigen Abriss der an der Oberen Saline befindlichen Gradierwerke, deren vergleichsweise kleine Überreste sich heute an der Unteren Saline befinden.
Nach dem Versiegen des Schönbornsprudels im Winter 1962 wurde im Mai 1963 der Schönbornturm abgerissen. Im Jahr 1982 wurde an der jetzigen Durchfahrtsstraße von Hausen, wenige Meter neben der Position des alten Schönbornturms, ein Brunnenpavillon mit einer Brunnenplastik errichtet.
Neben Neubohrungen des Schönbornsprudels im Jahr 2010 zum Zwecke von dessen Neufassung wurden von 2010 bis 2012 die Wasserleitungen zwischen Schönbornsprudel und KissSalis-Therme erneuert.

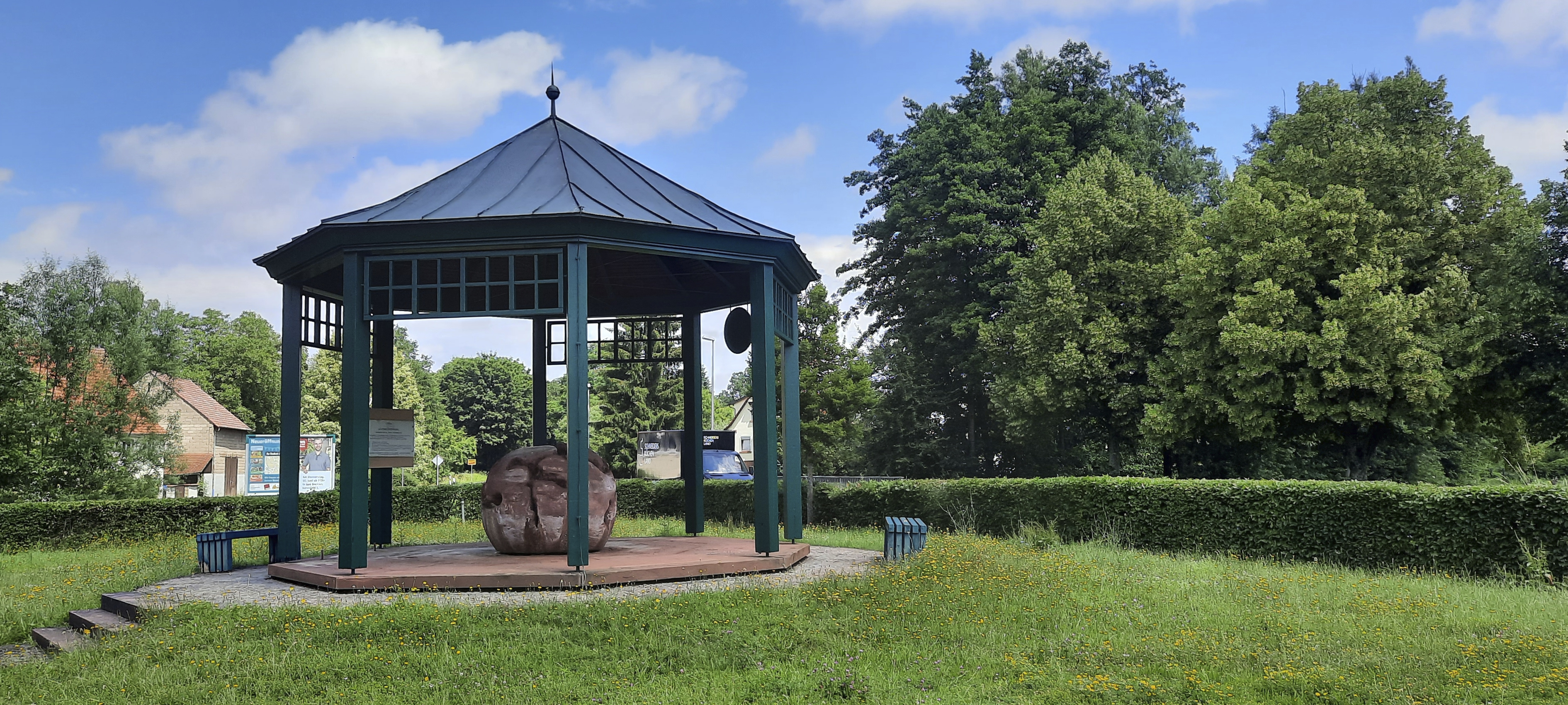
Brunnenpavillon am Standort des 1963 abgerissenen Schönbornturms
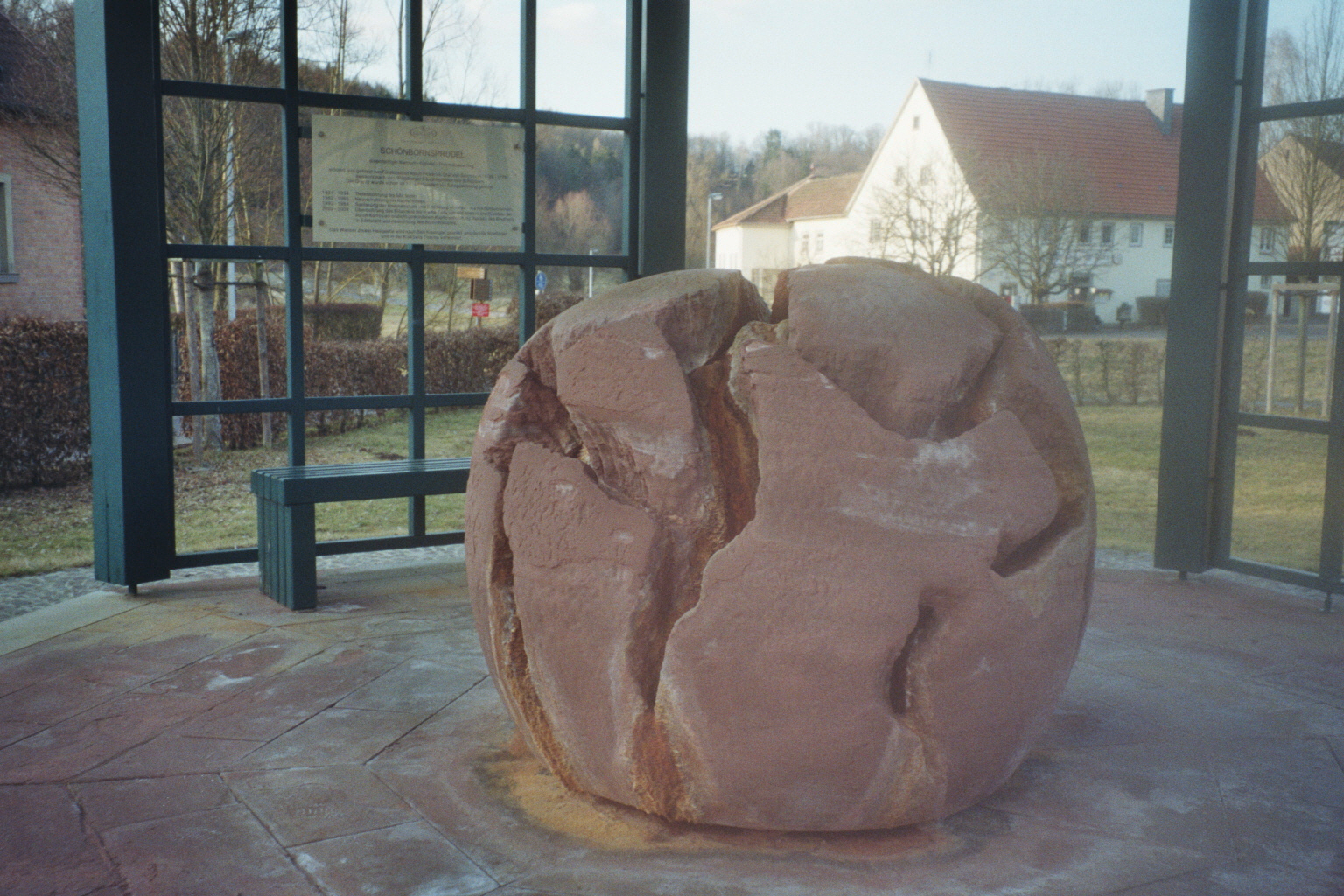
„Zerklüftete Kugelform“ im Brunnenpavillon

## Ausstellung
- Museumsabteilung „Salz und Salzgewinnung“ des Museums Obere Saline.[31][32]